# MHD (cantant)
MHD és un raper francès establert a París, conegut per combinar trap amb música d'Àfrica, un gènere que va encunyar com a «afro trap». Anteriorment havia format part del col·lectiu de rap 1.9 Réseaux.

## Biografia
Nascut al departament de la Vendée en una família de mare senegalesa i pare guineà, MHD va començar la seva carrera com a raper a París als 18 anys. Va aconseguir l'èxit a mitjans de la dècada del 2010 a través dels videoclips que va publicar YouTube i el 2016 va publicar el seu àlbum de debut, MHD, que va vendre més de 200.000 còpies en 6 mesos. Més endavant va rebre el reconeixement internacional i va fer una gira per Guinea, Anglaterra, Senegal i Marroc. El seu segon àlbum, titulat 19, va ser publicat el setembre de 2018, i el seu tercer, Mansa, el juliol de 2021.

### Condemna per assassinat
El gener de 2019 MHD va ser arrestat i acusat d'homicidi després d'una investigació que es remunta al juliol de 2018, quan un jove de 23 anys va ser apallissat i apunyalat als carrers de París per diverses persones. A través d'imatges recollides per càmeres de vigilància, la policia francesa va reconèixer que els agressors utilitzaven un cotxe propietat de MHD, que va ser arrestat el 15 de gener de 2019 i dos dies després va ser acusat d'homicidi. MHD va romandre en presó preventiva durant 18 mesos i, finalment, el 2023 va ser condemnat per assassinat i condemnat a 12 anys de presó.
El seu advocat va negar qualsevol implicació en el crim, i durant el judici va afirmar que no sabia que el seu cotxe s'utilitzava per a activitats delictives. El seu advocat va referir-se a la seva manca d'antecedents judicials i va afegir que apel·laria contra la detenció de MHD. El setembre de 2023 va tenir lloc un judici de tres setmanes que va resultar en la seva condemna per assassinat i una pena de 12 anys de presó. Cinc més dels vuit acusats també van ser condemnats a entre 10 i 18 anys, mentre que els altres tres van ser absolts. MHD, que ha afirmat la seva innocència des de la detenció, va apel·lar el veredicte i va ser posat en llibertat el febrer de 2024 mentre resta pendent de la decisió del tribunal d'apel·lació.

## Discografia

### Àlbums d'estudi
- 2016: MHD
- 2018: XIX
- 2021: Mansa